# Pelochelys cantorii
La tortuga de Cantor (Pelochelys cantorii) es una rara especie de tortuga de agua dulce de la familia Trionychidae, que no posee caparazón rígido. El 95 % de su vida se esconde bajo la arena o el fango para protegerse de los depredadores.

## Características
En vez de un caparazón rígido, posee unas costillas unidas y cubiertas con una piel dura, puede alcanzar los 50 kg (kilogramos) y medir hasta 2 m (metros).
P. cantorii es un predador y primariamente carnívoro, alimentándose de crustáceos, moluscos, peces, y también de plantas acuáticas. Solamente sale a la superficie para la puesta, que es de 20 a 28 huevos cada vez. Los huevos tienen un tamaño de 3 a 3,5 cm (centímetros) de diámetro. El desove se produce cada año entre febrero y marzo en bancos arenosos de ríos.

## Estado de conservación
La Unión Internacional para la Conservación de la Naturaleza (UICN) considera que esta especie se encuentra al borde de la extinción(en peligro crítico). Pero los científicos del Fondo Mundial para la Naturaleza (WWF), de Conservación Internacional y de la administración de pesca de Camboya hallaron una hembra de tortuga Cantor en el río Mekong en mayo del año 2007, lo que da esperanzas de supervivencia para esta especie en peligro de extinción.
Se distribuye a través de India, Bangladés, Birmania, Tailandia, Malasia, Camboya, Vietnam, China,  Filipinas, Indonesia, Papúa Nueva Guinea, Sumatra, Borneo, y el oeste de Java.